# Kabinett Reibnitz Ia
Das Geschäftsministerium Reibnitz bildete vom 9. Juni bis zum 12. Juli 1920 die Landesregierung von Mecklenburg-Strelitz.
Kurt Freiherr von Reibnitz erklärte sich am 9. Juni 1920 bereit, die Geschäfte der Landesregierung fortzuführen. Daraufhin setzten die Landtagsfraktionen von SPD und DDP einen Ministerialrat als zweiten geschäftsführenden Minister ein, der dem Staatsminister zur Seite stand. Am 12. Juli 1920 erfolgte eine Regierungsneubildung.
| Amt | Name                       | Partei    |
| --- | -------------------------- | --------- |
| Vorsitzender des Staatsministeriums Abteilung I: Abteilung des Innern und Wirtschaftsamt                                                            | Kurt Freiherr von Reibnitz | SPD       |
| Abteilung II: Abteilung für Finanzen, Domänen, Forsten und Bauten, Justiz, Kultus, Unterrichts- und Medizinalangelegenheiten sowie das Siedlungsamt | Erich Cordua               | parteilos |